# Robert George Sands
Robert Gerard Sands (irl. Roibeard Gearóid Ó Seachnasaigh), również Bobby Sands (ur. 9 marca 1954, zm. 5 maja 1981) – irlandzki republikanin, lider IRA.
Napisał w więzieniu Maze (Irlandia Północna) książkę pt. One day in my life (Jeden dzień w moim życiu). Więziony wraz z innymi członkami organizacji jako kryminalista głodował, żądając uznania ich za więźniów politycznych. W czasie strajku został wybrany na posła do Izby Gmin. Zmarł po 66 dniach. Oprócz Sandsa – zanim strajk został przerwany – zmarło także 9 innych głodujących więźniów. Wśród ofiar strajku było 6 członków IRA oraz 4 INLA.
Na podstawie tych wydarzeń w 2008 powstał wielokrotnie nagradzany film Głód (Hunger) w reżyserii Steve’a McQueena.